# ザ・ハウス・オブ・ザ・デッド 2
『ザ・ハウス・オブ・ザ・デッド 2』（ザ・ハウス・オブ・ザ・デッド ツー、The House of the Dead 2）は、セガが1998年に発売したアーケード用ガンシューティングゲーム。

## 概要
セガのAM1研製作のザ・ハウス・オブ・ザ・デッドシリーズの二作目である。年代記では三番目の作品に当たる。アーケード版は新基板NAOMIの第一弾タイトルとして発売された。
1999年に移植されたドリームキャスト版は、日本国内ではシリーズ中最多の23万本を売り上げた作品でもある。
派生作品の『ザ・タイピング・オブ・ザ・デッド』と『ゾンビ式 英語力蘇生術 ENGLISH OF THE DEAD』もこの項で述べる。

## ストーリー
キュリアン邸事件から1年と数カ月後の2000年。キュリアン邸事件とゾンビの存在は公にされず、AMSはキュリアン邸事件同様の惨事の再発を防ぐため、事件原因や関係者の調査を進めていた。
だが奇妙な事件がイタリアのベニスで発生。現地でキュリアン邸事件の関係者・カレッブ・ゴールドマンを調査していたAMSエージェント・Gとの連絡が途絶えてしまう。
そして同年の2月26日。AMSエージェントのジェームズ・テイラーとゲーリー・スチュワート、ハリー・ハリスとエイミー・クリスタルはGと接触するため、アメリカからベニスに派遣される。
だが、そこでジェームズ達が見た物はゴールドマンが放ったゾンビが街中に溢れかえり無差別に市民達を襲うという、キュリアン邸事件を上回る惨劇であった。

## システム
「ルート分岐システム」「装弾数が6発」「リロードは画面外」「敵の主な弱点は頭部」「非戦闘員の保護」と、基本的には前作をほぼ踏襲。
しかしプレイヤーの攻撃判定の狭さや敵の固さ等が厳しくされ、攻撃される直前に腕を撃って空振りさせるという攻撃回避が難しくなり、素早くかつ複数にヘッドショットできないとダメージが確定する状況も増えた。
道中で得られるライフも少なくなり、ステージクリア時にライフ回復する為の市民救出ノルマも増し、ルートによっては全救出でも回復無しが有りうる等、あらゆる点でシビアになっており、難易度は前作から格段に上昇した。ただし、最後のボーナス部屋は市民を全員救出さえしていれば出現する（なお、全員救出ルートは2つある）。
また、前作よりもゾンビの動きが滑らかになっており、中途半端な攻撃は怯むどころか寧ろスピードを上げて襲い掛かってくるため、恐怖感が数段階上がっている。加えて今作のゾンビの大半は、前作以上に不気味な白目と歯が目立っているため、一際恐ろしさが増している。
なお、この『HOD2』以降からリロードはガンコントローラーの銃口を画面外に向けるだけで行われるようになった（ただしドリームキャスト版は画面外を撃つ〈＝銃口を画面外に向けてトリガーを引く〉必要がある）。
前作で話題となった派手なゴア表現と世間のゲームの暴力表現へのネガティブイメージを受け、日本国内向けアーケード基板では敵の血飛沫表現が省略されている。また被弾時の出血描写も控えめになっており、血の色は緑で固定化された。欧州版も血の色は緑で固定化されているがアメリカ版は上記全ての規制が無く前作に近い表現でプレイ可能。家庭用移植では全世界で表現規制が適用されたバージョンとなった（ただし後年のXboxとWii版では一部緩和され血の色が選択可能となった）。

## キャラクター
ジェームズ・テイラー（James Taylor）
35歳のAMSのエージェントであり1P側の主人公。アメリカ国籍。
ゲーリーと共に、ベニスでの奇妙な事件の調査のため派遣された。ゾンビとの戦いの中、彼はゴールドマンがこの事件の黒幕だと突き止める。
ゲーリー・スチュワート（Gary Stewart）
24歳のAMSエージェントであり本作での2P側の主人公。アメリカ国籍。
ジェームズのパートナーとして活動する、正義感に溢れた若い青年。
まだ頼りない所があるため、ジェームズやエイミーからは一人前とは認めてもらえていない様子。また、日本語字幕では敵であるゴールドマンやマジシャンに対して「あなた」という二人称を使用する。
Agent "G"
2000年、彼はカレッブ・ゴールドマン（DBRコーポレーションの最高業務執行者）の行動を調査していた。しかし、ベニスに溢れるゾンビの群れとJudgmentにより負傷してしまう。
荒らされた図書館の中で、ジェームズとゲーリーにボスの弱点が書かれた「G's File」を渡す。グッドエンディングでのローガンの台詞から、ハリーと共に命は取り留めた模様。
トーマス・ローガン（Thomas Rogan）
前作でのキュリアン邸事件の解決者の一人。34歳。キュリアン邸事件以降は、元DBR研究所の科学者ソフィー・リチャーズ（前作に登場したトーマスの恋人）と結婚、リサ・ローガン（『ザ・ハウス・オブ・ザ・デッド III』の主人公の一人）を得た。『ザ・ハウス・オブ・ザ・デッド』では、1Pの主人公、特殊工作員として知られていた。
本作では複数あるエンディングの中のグッドエンディングにのみ登場する。なお、グッドエンディングを見るには全ステージクリアの時点で80000点突破していなくてはならない（コンティニューしたか否かは不問）。
ハリー・ハリス（Harry Harris）
40歳前後のAMSエージェントの一人で、相棒のエイミーと住民の避難を指揮していた。国籍不明でサングラスを愛用し、表情を読まれないようにしている。過去のこともあまり話したがらない性格で、謎の多い人物。
Strengthと交戦し重傷を負うが、ジェームズとゲーリーにロンドンにあるゴールドマンの本拠地（DBRコーポレーション）を教え、自分の車のキーを渡す。グッドエンディングでのローガンの台詞から、Gと共に命は取り留めた模様。
エイミー・クリスタル（Amy Crystal）
29歳の女性AMSエージェントで、ハリーとパートナーを組んで住民の避難を手助けしていた。またジェームズとゲーリーの手助けもしている。
誰にでも分け隔てなく親切に接する心優しい性格だが、ゲーリーに対してはしばしば姉のように振舞うことがある。
カレッブ・ゴールドマン（Caleb Goldman）
イギリス国籍。英国大手企業のDBRコーポレーションの最高責任者であり、前作のキュリアン邸事件及び今回の事件の黒幕。年齢は不明。
Dr.キュリアンの研究の投資者で、キュリアン邸事件の際にもキュリアン邸に自ら赴いていた。実は『1』のラストボス「Magician」のデータを書き換え、Dr.キュリアンを「Magician」で殺害させた張本人で、謎の人物の正体。
強欲で利己的な人間に絶望し、キュリアンの研究を世界のバランス保持に使用することを企てた。
「Emperor」を倒された後、「いずれ自らの第二、第三の後継者が現れる」と意味深な言葉を言い残し、地上50階の屋上から身を投げ自殺。
スコア次第では、バッドエンディングでゾンビ化してジェームズとゲーリーの前に出現して彼らに射殺される。

## ボス
製作者はゴールドマン（ただし、Magicianのみ前作に登場したものに改造を加えたキュリアンの製作）。
今作ではファンタジーに登場するような中世風の外見をしたものが多い。
Judgement (Type 28) -ジャッジメント
Chapter1 Prelude-序曲-のボス。首なしの鎧のゴーレム“クアール(Kuarl)”と、それを操る饒舌な空飛ぶ小悪魔“ズィール(Zeal)”の2体で構成されるペア。
ゴールドマンに忠実な2体の怪物。2体は命を共有しており、一方への銃撃がもう一方にも影響を及ぼす。弱点はズィールそのもの。クアールを銃撃しても僅かにダメージは与えられるが、ズィールを銃撃しない限り攻撃をキャンセルすることは不可能。その代わり、ズィールを銃撃すればクアールの動きを止めて後退させられる。しかし、その間は攻撃してもダメージは与えられない(点数は稼げる)。
最初はクアールが接近して巨大な斧を振り回し、ズィールはクアールの周りを飛び回る戦法を取るが、体力を一定以上減らすとクアールが死亡してズィールが高速移動と突進を繰り返す。突進の軌道は上下、左右、右回り、左回り、不規則の5種類で、難易度で突進の軌道が変化する。いずれの場合もズィールが一瞬止まった隙を狙えばダメージを与えることができる。Chapter 5で再登場するが、再登場ボスの中では、唯一性能（体力など）が全く同じ。
Hierophant (Type B05) -ハイエロファント
Chapter2 Muddy-混濁-のボス。三叉の槍（トライデント）を携える巨大水棲ゾンビ。水中戦特化のゾンビではあるが、作中では水中では交戦しない。半魚人のような姿で、コンクリートの橋を体当たりで破壊してしまうほどの硬い体の持ち主。
弱点は硬い開閉式の皮膚におおわれた心臓で、胸部が開いた時のみダメージを与えられる。トライデントによる攻撃の他には従えている死魚を飛ばして攻撃したり、かなりの高度に跳びあがって攻撃を仕掛けてくる。
ルート分岐により戦闘場所が桟橋かサンセット橋のどちらかになり、それぞれで終盤の飛び掛り攻撃のパターンが若干異なる。死魚飛ばしは本体がダメージを受けると中止される。Chapter 5で再登場するが、死魚飛ばしはしない。
Tower (Type 8000) -タワー
Chapter3 Darkness-闇-のボス。眼のない5匹の巨大な竜とも蛇とも巨大なミミズともとれる姿の怪物で、弱点は口の中。ゴールドマンによってコロシアムへの無断侵入者を防ぐための地域防衛用として製作された。このボスのみ市民を襲う描写がある（が、助けることはできない）。
攻撃は噛み付きで、発生前に口が光る合図がある。噛み付きのとき以外でもわずかではあるが口は開いており、非常に難しいがいつでもダメージを与えることは可能である。
最初はリーダーと思われる角付きの青い個体を除く茶色い個体4匹と対峙し、茶色い個体が全て倒されると、逃亡を図る青色の首との一騎打ちとなる。ステージの分岐によって、一騎打ちの場所が広い砂場か貯水池のどちらかになる。
Final Chapterで再登場。この時はChapter 3では最初は攻撃してこなかった青色の首も攻撃してくるが、代わりに一騎打ちは無い。
派生作品『ザ・タイピング・オブ・ザ・デッド』では一騎討ちの時を除き、3択問題の正解を入力しないとダメージが通らない。
Strength (Type 205) -ストレングス
Chapter4 Despair-絶望-のボス。マスクをかぶった筋骨隆々の巨大なゾンビ。「BLAME」と書かれた巨大なチェーンソーを手に執拗に追いかけてくる。
弱点は頭。頭以外を攻撃しても僅かなダメージは与えられるが、頭を銃撃しない限り攻撃をキャンセル出来ない。
ただ追いかけてくるだけでなく、急にジェームズ達とは違うルートを通って視界から消え、ステージ内の壁を壊して迫ってきたり、高いところから飛び掛ったりして奇襲をかけてくるほか、自分の身体に打ち込まれた大型の斧を投げつけてくる。
攻撃を続けるとマスクが次第に剥がれていき、醜悪な素顔があらわになる。このボスは、先のボス3体と違って直接再登場はしない。これまでのルート分岐によって、交戦時に通るルートが異なる。
Magician (Type 0) -マジシャン
前作の最終ボスで、Chapter5 Dawn-曙光-のボス。今回も未完成の状態で復活し、ジェームズとゲーリーの前に立ちはだかる。前作で倒された影響なのか、体の各部から触手らしきものが露出し、以前よりも醜悪な姿となっている。
前作では片言だった口調は流暢に話すようになっている。前作での記憶を持っており、ローガンとGに倒されたことでAMSに憎悪を抱いており、復讐する機会を狙っていた。
弱点や攻撃方法は最後のパターン以外前作と殆ど同じで、装甲の露出位置も同じ。体の色は灰色で、弱点は黒く、筋肉の拍動にあわせて赤く変色する。Strengthと同様再登場しない。
Emperor (Type α) -エンペラー
Final Chapter Original Sin-原罪-のボスで本作の最終ボス。自然界の頂点に立つ者にして、人類抹殺を目的に制作されたアンドロイドらしく人間を憎み、滅ぼす者として生み出されたもの。口調は前作のMagicianのように片言で、全て片仮名で表記される。
半透明なクリスタル状のボディを持ち、コンシューマ版のオリジナルモードでは、弾の威力を強化する類のアイテムの効果を無効にする。周囲には水晶のようなビットが多数飛び交っている。ビットを当てて来たり、腕を剣のようなものに変形させて斬りつけてくるほか、ビットをMagician以外の今まで倒してきたボスの姿に変化させて攻撃してくる。
弱点は胸の赤いコア。ビットをMagician以外のボスの姿に変化させて攻撃してくる時は、変身したボスの弱点の部位を攻撃しないと攻撃をキャンセル出来ない。

## ゾンビ
本項では今作に登場するゾンビを紹介する。
デビッド(David)
最も多く造られた上半身裸でジーンズを穿いたゾンビ。主な攻撃は噛み付き。キックを喰らわせてくる者もいる。背景でウロウロしているだけで攻撃をしない者もいる。
基本的には頭に1発命中させるだけで倒せる。ただし、中には2発撃たないと倒せない個体も存在する。
HODシリーズを代表するゾンビとしてジョニーと共に他のメディア作品に登場することも多い。
スティーブ(Steve)
デビッドの改良型で、半ズボンに青いアロハシャツと思われる服を着ているゾンビ。主な攻撃は殴りだが、市民に樽を投げる者もいる。デビッドよりも耐久力は高く、素早く倒すには頭部を2発撃たなければならない。
ジョニー(Johnny)
両手に血濡れの斧を持つゾンビ。斧で上半身を防御しつつ、斧を投げつけたり、直接斬り付けて攻撃して来る。第3章では、ボートの上に飛び乗り、キックで攻撃をする。頭に命中させ難いなら、胸や足元を狙うと良い。
極一部の登場時には横を向いている事があり、この瞬間は頭が丸見えとなる。なお、遠距離から斧を投げるタイプは体力が低く、頭を1発撃てば倒せる。
第6章では培養カプセルの中にいるのを確認出来る。HODシリーズを代表するゾンビとしてデビッドと共に他のメディア作品に登場することが多い。
セシル(Cecil)
ジョニーの改良型。攻略本『パーフェクトガイド』によると「凶暴性はジョニーよりも上」との事だが、よりみすぼらしい容姿をしており、耐久力と斧による防御もジョニーに比べて若干甘くなっている。
攻撃法もジョニーとほぼ一緒で、進行ルートによっては登場すらしない。斧を投げつけた後はプレイヤーに対し噛み付き攻撃をしかける。第3章では、ボートの上に飛び乗り、キックで攻撃をする（『ザ・タイピング・オブ・ザ・デッド』版）。
マックス(Max)
両手にチェーンソーを持つ筋肉質のゾンビ。突進のスピード及び耐久力は全ゾンビの中でも最も高く、素早く倒すには頭部に3発当てなければならない強敵。出現数は少ないが、どのルートでも必ず1体は遭遇する。
エビタン(Ebitan)
水中を住処にしている為、全身の腐敗が激しいゾンビ。動きは陸上では遅いが、水中ではトップクラスの速さとなる。体色によって耐久力が異なり、基本の緑は耐久力が低い。一方で出現率は高く、第3章では徒党を組んで襲い掛かることが多い。
黒（2章のみ登場）は耐久力が高く、素早く倒すには頭を2発撃つ必要がある。
茶色（3章のみ登場）は緑よりも耐久力が更に低く、どこを撃っても1発で倒すことが出来るが、その代わり水中から凄まじい勢いで襲い掛かってくるため、初見（特に波止場ルート）はかなりの確率でダメージを受ける。また出現率は低いが、どのルートにも必ず1体は遭遇する。
ランディー(Randy)
鉄仮面やプロテクターを装備した小型ゾンビ。鉄仮面の下には醜く腐食した顔が隠れている。装備したカギ爪で攻撃してくるほか、天井や壁を自在に移動する事も出来る。『ザ・タイピング・オブ・ザ・デッド』では頭がサルに変化している。
ミッキー(Mickey)
両手に持ったナイフを投げつけたり、トリッキーかつ素早い動きで接近して直接斬り付けてくる暗殺者のような風貌の小型ゾンビ。ナイフは腰から無限に補充され、転宙しながらナイフで銃撃を弾くなど倒しづらい敵である。高いところから襲ってくる場合は、あえて攻撃をせずに降りて向かってくるタイミングに合わせて倒すというコツがある。両腕を吹き飛ばすと頭突き攻撃をしてくる。第2章のみ登場。
ボブ(Bob)
覆面レスラーのような外見を持つゾンビ。前作のベントリーとは異なり、太った体形に反して身軽で動きは素早い。
ドロップキックやボディプレスといったプロレス技の他、樽やドラム缶などを投げて攻撃してくる事もある。第3章ではドラム缶を投げて攻撃するものもいるが、ドラム缶を破壊したり、投げた後は何もしてこない。
カゲオ(Kageo)
全身がミイラ状のゾンビ。屋内や地下室など日の当たらない場所を好む。主な攻撃は殴り。場所によっては集団で襲い掛かってくることもある。
カゲオJ(Kageo J)
カゲオの上半身のみのゾンビ。飛び掛かって攻撃してくる。進行ルートによっては登場しない。第2章のみ登場。
リッキー(Ricky)
スポーツマン風の筋肉質のゾンビ。ストレートパンチ、アッパーカットを喰らわせてくる。上半身裸で青いトレーニングパンツと腕時計を着用し、非常に確認し難いが後頭部にはスマイリーフェイスのようなタトゥーがある。
高めの耐久力を持ち、左右に揺れながら移動する為頭に対し命中させづらく、頭部が撃てないシーンすらある。ハンドルを握っている姿が確認できることから、車の運転も出来るようである。
ケン(Ken)
カゲオの改良型。カゲオ同様、暗闇を好む。ランディーに似た装備をしており、カギ爪で突いて攻撃してくる。装着している仮面はランディーのものよりも頑丈で1発撃っても風穴が開くものの耐え切る。
素顔はカゲオと同じだが、両目が無く、髪型も違う。第4章のみ登場。
ライアン(Ryan)
ミッキーの改良型。ミッキーよりも体格は大きく、迷彩ズボンを穿いている。両手に持ったブーメランを同時に投げつけてくる。
ルートによってはブーメランで直接斬り付けてくるタイプもいる。ブーメランを投げ終わるとそのままプレーヤーに対し噛み付き攻撃や体当たりを仕掛ける。
キース(Keith)
カメレオンのような姿をしたゾンビ。天井のパイプを伝ってプレイヤーの頭上から襲い掛かってきたり、地上からだと尻尾を叩きつけて攻撃してくる。
また撃つとすぐに倒れ、死んだふりをする事もある（倒れた時に呻き声をあげたら死んでいる）。第4章のみ登場。
グレゴリー(Gregory)
巨大な剣（刀とすることもある）を持つゾンビ。移動速度は遅いものの剣で攻撃を防御しながら接近し、斬りかかってくる。剣がなくなると、噛みつきや体当たりで攻撃する。頭部のグラフィックは髪型以外セシルのものを流用している。第4章のみ登場。
パトリック(Patrick)
ベレー帽に迷彩ズボンとブーツを穿いた軍人風の筋肉質のゾンビ。攻撃パターンはリッキーと同じだが耐久力はさらに高い。第5章のみ登場。
ピーター(Peter)
体内に大きな寄生虫が宿っているゾンビ。通常は殴りかかって攻撃してくるが、胸を攻撃すると暫く苦しみ、その後に胸から寄生虫が飛び出して噛み付いてくる（ピーター自身は寄生虫が飛び出したと同時に死亡する）。
寄生虫は一発で倒せるが、離れた距離も関係なく襲い掛かってくるため厄介。1発だけ頭を撃てば倒せるうえに寄生虫を出すこともない。第5章のみ登場。
ランス(Lance)
前作のパーラーに近い小型ミュータント、テレポートと透明になる能力を持ち、レーザーナイフで攻撃してくる。攻撃を受けるとよく転倒する。
フランクリン(Franklin)
透明になり壁をすり抜けたりする能力を持つミュータント。動きは鈍い。殴りかかって攻撃してくる。最終章のみ登場。
エリック(Eric)
顔にバイザーを装着したミュータント。両腕のレーザーソードで斬りつけてくる。動きは素早く、マックスとほぼ同等の耐久力を持つ上、2体同時に出現する事が多い強敵。最終章のみ登場。
ブエール(Bouere)
カエル型ゾンビ。前作と違い大きなアマガエルのような姿をしている。攻撃は噛み付き。第1章のみ登場。進行ルートによっては登場しない。
モゥラー(Murrer)
ヘビ型ゾンビ。攻撃は噛み付き。体色が異なる2種類がいるが、強さ等に違いは無い。第1章・第2章に登場。
死鳥(Moowl)
フクロウ型ゾンビ。見た目は普通のフクロウだが両目が無い。上空から襲ってくる。第2章・第3章に登場。
ブヨ(Buyo)
ヒル型ゾンビ。普段は天井に大量にへばり付いている。攻撃は噛み付き。進行ルートによっては登場しない。第2章のみ登場。
死魚(Mofish)
ピラニア型ゾンビ。水上をトビウオのように跳ね、噛み付いてくる。第2章・第3章に登場。
デビロン(Devilon)
コウモリ型ゾンビ。ほぼ一直線に向かってきた前作とは異なり素早く八の字を描くような動きをするが、体のどの部分にも弾が命中すると倒せる。攻撃は噛み付き。第3章では、ルートによっては大量に現れる場面がある。この時はプレイヤーに向かって攻撃してくる事はないが、当たり判定はあるので倒せば点数を稼げる。

## オリジナルモード
コンシューマー版のソフトに収録されているモードで、敵の配置などはアーケードモードと変わらない。ゲーム開始前にアイテムを持っていくことができ、そのアイテムによって様々な効果が得られる。弾の最大装填数が増えるといった銃のパワーアップから、得点アップやクレジット数アップなど様々なアイテムが登場する。
散弾銃・グレネードといった特定のアイテムを使わない限り手に入らない場面もある。ステージ中様々なアイテムが落ちており、それを入手することで、次回以降のプレイで使用することができる。
アイテムは一度使用すると消費される（ストックは可能）。アイテムの入手方法は様々で、壺・木箱等の背景物を撃つと出てきたり、市民を救助することで入手できる事もある。

### アイテムの種類
散弾銃
弾の判定が広くなり威力も上がるが、判定が広すぎるゆえ市民の誤射に気をつけなければならない。装弾数は2発。
マシンガン
1発の威力は変わらないが、引き金を1回引くだけで全弾を消費する為、1回発射するたびにリロードする必要がある。装弾数は6発。
グレネード
ザコゾンビやエンペラーを除くボスキャラクターに大ダメージを与えることができる武器。着弾と同時に爆発するが、当たり判定は通常と同じである。装弾数は3発。
すごいエアガン
弾がBB弾になり、エアガンのような発射音やリロード音を発する。弾の威力は通常と変わらず、装弾数は12発。
謎のおもちゃ銃
弾の外見が乾電池になり、キャラクターが原始肉を使用した状態になる。クレジット数（残りコンティニュー回数）が10回分増加するというとても有益な効果も持つが、非常に入手が難しい。
ゲットバスのルアー
弾の外見が、本作と同じAM1研開発の釣りゲーム『ゲットバス』のルアーになり、発射音もそれが再現される。
パワーアップ
「1.2」「1.5」「2.0」の3種類が存在し、その数値に合わせて弾の威力がアップする。
一撃の弾
ザコゾンビを1発で倒せるようになる。ボスキャラクターに対しても与えるダメージが大きくなるが、一部のボスはこちらよりもグレネードの方が効果がある。
チャンバー
「+2」「+4」「+8」「∞」の4種類があり、その数値に合わせて装弾数が増加する。「∞」を持って行った場合、リロードが不要になる。
ライフ
「+2」「+5」の2種類があり、開始時のライフが増加する。
クレジット
残りコンティニュー回数が増加するアイテムで、「+2」「+5」「+10」「∞」の4種類が存在する。
各種着ぐるみ
プレイヤーキャラクターの外見が変わる。「エイミー」「ハリー」「ゴールドマン」「G」「街人」「ローガン」「ダイナマイトな服」の6種類。
「ゴールドマンの着ぐるみ」はオリジナルモードをクリアすると自動的に入手可能。
「ダイナマイトな服」は使用するとAM1研開発のアクションゲーム『ダイナマイト刑事2』のブルーノ・デリンジャーになる。これは、特定の条件を満たした時にのみ同作に登場する大統領の娘が手渡してくれる。
原始肉
プレイヤーキャラクターや街人の頭や手が異様に大きい外見になる。
くさった肉
ゾンビの頭の大きさが数倍になり、ヘッドショットが容易になる。
UFOの素
プレイ中の空にUFOが登場する。撃墜すると2000点が入る。
体力1/4の素
ボス以外の敵の体力が4分の1になる。
救急箱の素
箱や壺等を撃つと必ず救急箱が出てくるようになる。
点倍の素
得点が2倍に増加する。

## トレーニングモード
コンシューマー版に収録されているミニゲーム。
トレーニング1
ゾンビに襲われている町の人を救出するゲーム。Chapter1の中盤のエリアが舞台。
トレーニング2
30発のみの弾丸とライフ2つの状態で戦うゲーム。効率よくヘッドショットを決める必要がある。Chapter2の店を通るルートが舞台。難易度によりゾンビの種類が変る。
トレーニング3
時間内に全ての樽を壊すゲーム。Chapter2の川を通るエリアが舞台。黒い樽（1発で壊せる）と白い樽（2発で壊せる）の2つがあり、難易度が上がると白い樽の方が多くなる。
トレーニング4
揺れるボートの上から一発で黄金のカエルを撃つゲーム。Chapter4が舞台。難易度が上がると制限時間が短縮。
トレーニング5
近付いてくるクァールからダメージを受ける前に、クァールへ直接攻撃を加え続けて倒すゲーム。サンセット橋の前が舞台。このクァールは本編より耐久力が低い。難易度が上がるとクァールのスタート地点が手前に近づく。
トレーニング6
前を横切るゾンビを撃つゲーム。町の人（3人）が横切ることがあるので注意が必要。Chapter2の檻の先を通るエリアが舞台。最初のデビッド以外出現順番は全くランダムである。
トレーニング7
時間内に遠くにいるゾンビを全て撃つゲーム。Chapter2の初めのエリアが舞台。難易度が上がると制限時間短縮。
トレーニング8
車に張り付いたゾンビを倒すゲーム。ゴールドマンビルの入り口が舞台。
トレーニング9
時間内に町の人の中からゾンビのみを撃ち倒すゲーム。街の人しか登場しない事もある。複数登場した場合には全て倒さなければならない。ゴールドマンビル前の広場（マジシャンとの戦闘場所）が舞台。難易度が上がると制限時間が短縮。
トレーニング10
地面にコインが落ちないよう撃ちつづけるゲーム。Chapter2の酒場の前のエリアが舞台。難易度が上がると制限時間が延長。

## 逸話
海外ではPalisades Toysよりアクションフィギュア化されており、ラインナップはジョニー&ブエール、ケン&モゥラー、ハイエロファント&死魚、ストレングスの4種類が発売された。
また、シリーズ化の予定もされていたがキャンセルとなった。第2弾のラインナップはボブ&ジャッジメント（ズィール）、ジャッジメント（クァール）、マジシャン、前作のボスであるチャリオットの4種の予定だった。

## 派生作品

### ザ・タイピング・オブ・ザ・デッド
本作をベースとしたタイピングソフト『ザ・タイピング・オブ・ザ・デッド』（THE TYPING OF THE DEAD）が2000年にアーケードゲームとして稼働した。コンシューマー版、PC版と様々なバリエーションが発売された。『ソンビ打』とも呼ばれる。

### ザ・ピンボール・オブ・ザ・デッド
『ザ・ピンボール・オブ・ザ・デッド』（THE PINBALL OF THE DEAD）は、ワウ エンターテイメントが開発して、セガが2002年7月4日に発売したゲームボーイアドバンス用ピンボールゲーム。
『2』を題材にし、ピンボール台の上を動き回るゾンビに銀の玉をぶつけて倒しながら、全ボス撃破を狙う。盤は3種類あり、巨大ゾンビの頭といった仕掛けも異なる。